# テキサス教科書倉庫

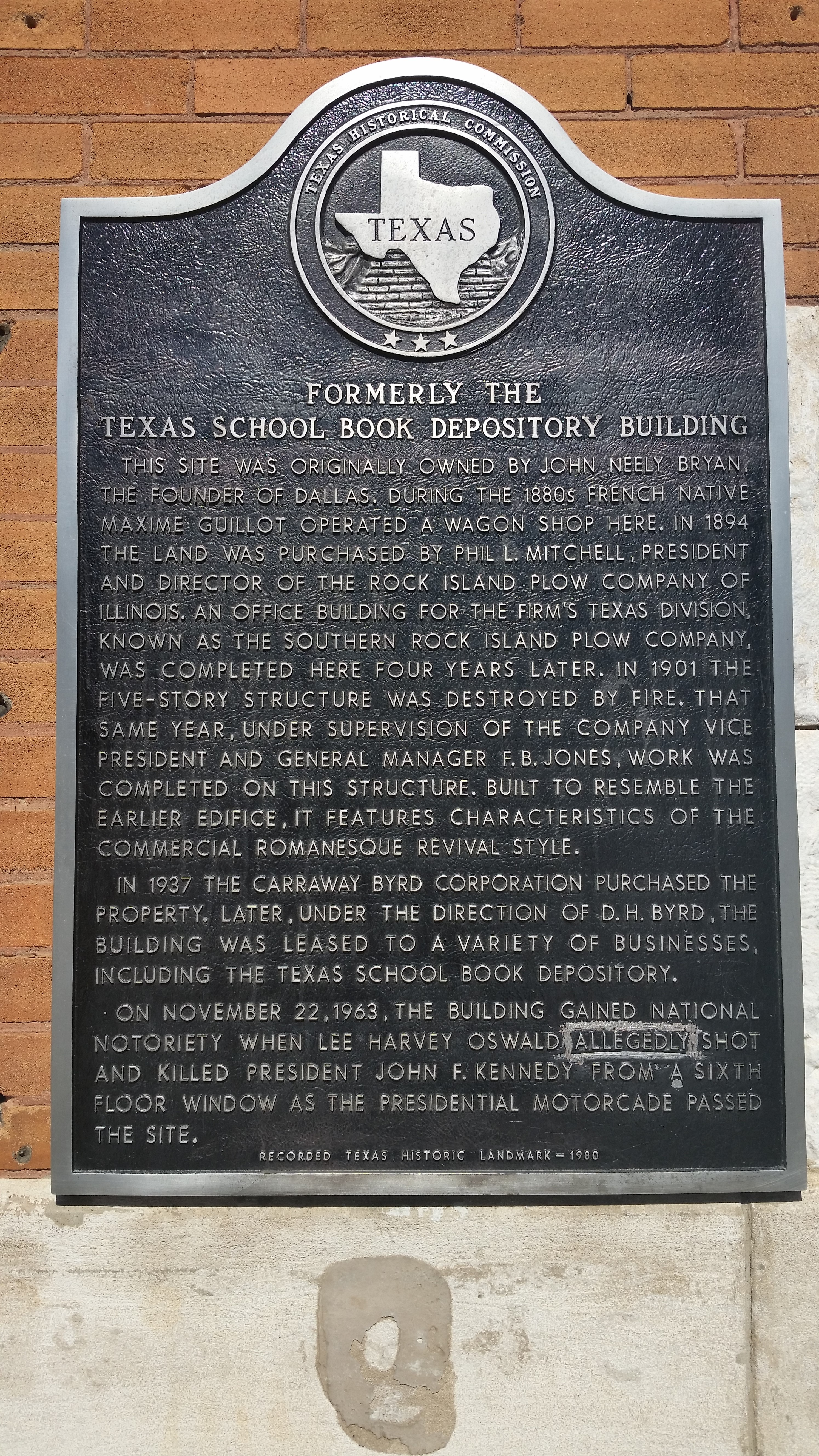
Texas historical marker for the Texas School Book Depository

テキサス教科書倉庫（テキサスきょうかしょそうこ、英: Texas School Book Depository）、現在のダラス郡管理棟（英: Dallas County Administration Building）は、テキサス州ダラスのディーリー・プラザに面する7階建ての建物である。
1963年11月22日、この建物の6階の南東の角から倉庫の従業員だった、リー・ハーヴェイ・オズワルドがアメリカ合衆国のジョン・F・ケネディ大統領を暗殺した。撃たれた約30分後に、ケネディ大統領はパークランド記念病院で亡くなった。
この建物は記録に残るテキサス州歴史建造物の1つであり、ダラスのダウンタウンのウエスト・エンド地区のエルム通りとノース・ヒューストン通りの南東の交差点にあるエルム通り411番地にある。

## 初期の歴史
この建物の土地は、元々はジョン・ニーリー・ブライアンが所有していた。1880年代、Maxime Guillotがこの物件でワゴンショップを経営していた。1894年、the Rock Island Plow Companyが土地を買収し、4年後にテキサス支部のthe Southern Rock Island Plow Companyとして、5階建ての建物を建てた。1901年、建物が落雷でほぼ全焼した。1902年、商業用のロマネスク・リヴァイヴァル建築形式で再建され、7階建てに拡張された。1937年、the Carraway Byrd Corporationが物件を購入したが、ローンの債務不履行に陥った。1939年7月4日、公売に出され、デイビット・ハロルド・バードが購入した。
バードの所有下で、建物は1940年まで空き物件だったが、食料品の卸売業者ジョン・セクストン＆カンパニーがリースして、セクストン・フーズが販売、流通、アメリカ南部と南西部への流通の支店として使った。1961年11月、ダラスのリーガル街650番地にある最新の流通施設に移転した。その時まで、地元ではセクストンビルとして知られていた。建物はリファビッシュされ、間仕切り、カーペット、空調、そして新たに乗用エレベーターが最初の4階層に追加された。

## ケネディ大統領暗殺事件
1963年、建物は、非公開会社のテキサス教科書倉庫社により、教科書と関連物品の多層倉庫、受注処理センターとして使われていた。上層階が過去のテナントが貯蔵した品による油害を受けていたのが判明したので、会社は油から書籍（厚紙の箱で収納されていた）を守るために、合板で床を覆い始めた。作業はケネディ大統領の車列が来る直前に6階の西側で始まり、見渡す限りが混雑したままで、在庫が東の壁の辺りに移動され、その間に積み重ねられた山がいつもより高く積まれていた。1963年11月22日、倉庫の臨時従業員として働いていたリー・ハーヴェイ・オズワルドが、大統領の車列に向かって、6階の窓から3発撃った。

### 第2の建物
テキサス教科書倉庫社は、主要の建物から数ブロック北にあるヒューストン1917番地で第2の建物を管理していた。小規模の4階建ての建物は、パレードのルートから適度に離れ、ヒューストンの未舗装部分で半分隠れていた。オズワルドの監督者Roy Trulyは、ウォーレン委員会において、「勤務初日にオズワルドを他の建物に配属させる選択肢があった」と述べた。曰く「オズワルドとその他の同僚が同じ日（10月15日）に出勤届を出しており、私は倉庫で彼らの中から1人必要だったので、オズワルドを選んだ」と。第2の建物は、最終的にWoodall Rodgers Freewayの道路建設のために取り壊された。

## その後
ダラス市長の2期で、ウェス・ワイズは、ダラスを暗殺の暗雲が立ち込める中から脱出させ、同時期に、テキサス教科書倉庫を差し迫った破壊から守り、大統領暗殺のさらなる調査のために保存した。
テキサス教科書倉庫社は1970年に引っ越して、所有者のデイビット・ハロルド・バードがオークションでテネシー州ナッシュビルの音楽プロデューサーでケネディの記念品を集めていたen:Aubrey Mayhewに建物を売却した。1972年に所有権がバードに戻り、1977年にダラス郡政府が購入した。建物下部の5階層が郡政府の役所として使うために改装され、1981年3月29日、ダラス郡管理棟として完成した。
1987年2月の大統領の日に、6階が暗殺関連の展示を行うシックスフロア博物館として有料で一般公開された。2002年2月18日の大統領の日に、7階のギャラリーが開業した。「ピューリッツァー賞の写真：Capture the Moment」の展示ほか、250万ドルをかけた改装で、7階の収納区画が新しく、博物館ギャラリー区画に変わった。この区画で掲載されているその他の展示品には、アンディ・ウォーホルの作品も含まれる。
2010年5月4日、押し込み強盗がシックスフロア博物館から金庫を盗み出そうとしたが、警備員に見つかって、未開封の金庫をトラックの荷台のウインチに吊り下げたまま逃亡した。